# Melperts

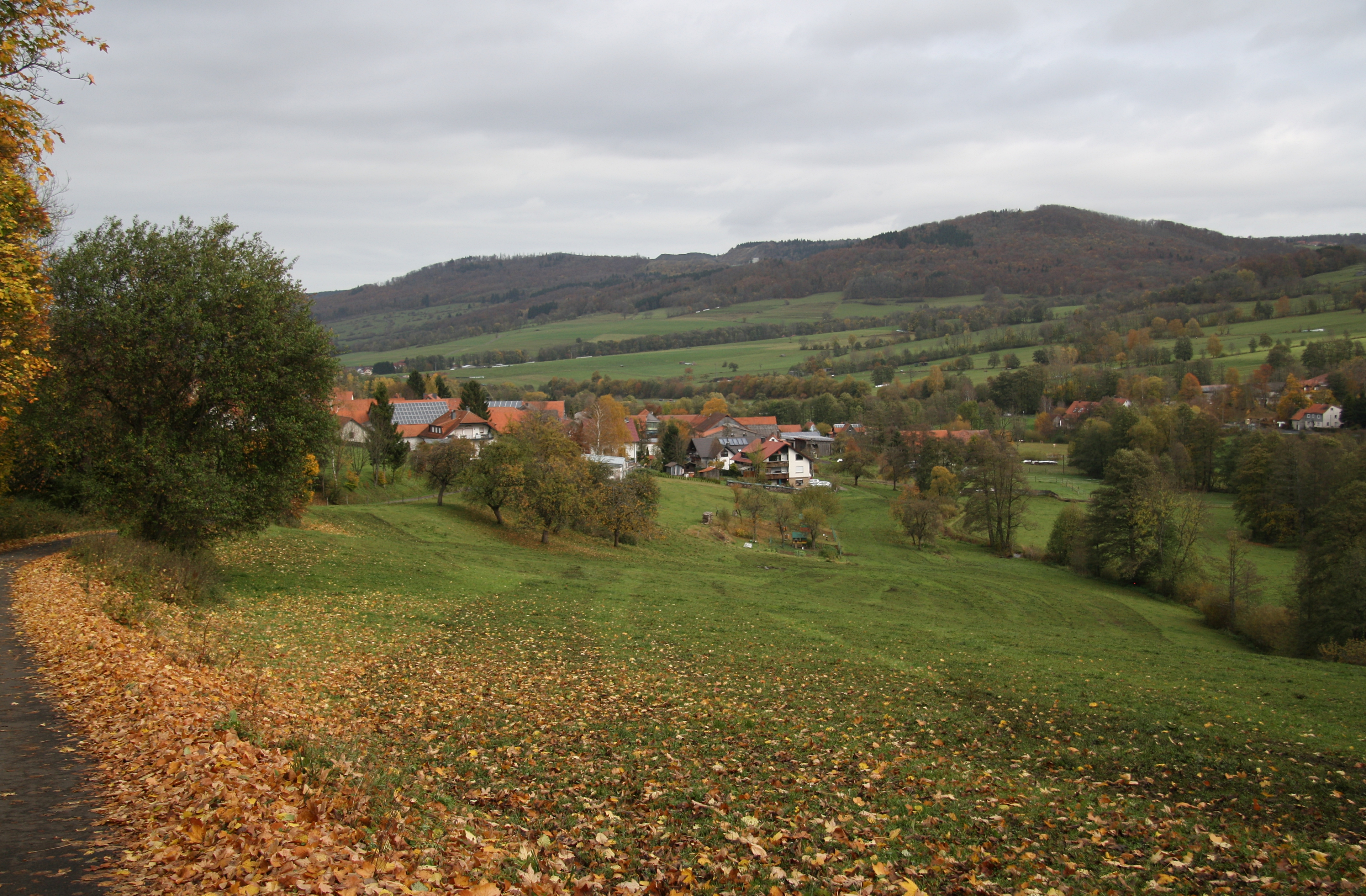
Melperts (2017)

Melperts ist ein Ortsteil der Gemeinde Ehrenberg (Rhön) im osthessischen Landkreis Fulda.

## Geographische Lage
Melperts liegt im Ulstertal in der hessischen Rhön am Fuße des 816 Meter hohen Ehrenbergs. Melperts grenzt im Norden an Seiferts, im Westen an Reulbach, im Süden an Wüstensachsen und im Osten an das bayerische Rüdenschwinden.

## Geschichte
Melperts wurde im Jahr 1600 erstmals erwähnt.
Im Zuge der Gebietsreform in Hessen fusionierten am 31. Dezember 1970 die bis dahin selbständigen Gemeinden Melperts, Seiferts und Wüstensachsen auf freiwilliger Basis zur neuen Gemeinde Ehrenberg. Sitz der Gemeindeverwaltung wurde Wüstensachsen. Für Melperts wie für die anderen ehemals eigenständigen Gemeinden wurden Ortsbezirke mit Ortsbeirat und Ortsvorsteher nach der Hessischen Gemeindeordnung gebildet.
Einwohnerentwicklung
| Melperts: Einwohnerzahlen von 1834 bis 2019 | Melperts: Einwohnerzahlen von 1834 bis 2019 | Melperts: Einwohnerzahlen von 1834 bis 2019 | Melperts: Einwohnerzahlen von 1834 bis 2019 | Melperts: Einwohnerzahlen von 1834 bis 2019 |
| --- | ------------------------------------------- | ------------------------------------------- | ------------------------------------------- | ------------------------------------------- |
| Jahr |                                             |                                             |                                             | Einwohner                                   |
| 1834 | 1834                                        |                                             | 146                                         | 146                                         |
| 1840 | 1840                                        |                                             | 148                                         | 148                                         |
| 1846 | 1846                                        |                                             | 142                                         | 142                                         |
| 1852 | 1852                                        |                                             | 135                                         | 135                                         |
| 1858 | 1858                                        |                                             | 141                                         | 141                                         |
| 1864 | 1864                                        |                                             | 156                                         | 156                                         |
| 1871 | 1871                                        |                                             | 168                                         | 168                                         |
| 1875 | 1875                                        |                                             | 153                                         | 153                                         |
| 1885 | 1885                                        |                                             | 152                                         | 152                                         |
| 1895 | 1895                                        |                                             | 149                                         | 149                                         |
| 1905 | 1905                                        |                                             | 166                                         | 166                                         |
| 1910 | 1910                                        |                                             | 159                                         | 159                                         |
| 1925 | 1925                                        |                                             | 148                                         | 148                                         |
| 1939 | 1939                                        |                                             | 173                                         | 173                                         |
| 1946 | 1946                                        |                                             | 237                                         | 237                                         |
| 1950 | 1950                                        |                                             | 224                                         | 224                                         |
| 1956 | 1956                                        |                                             | 199                                         | 199                                         |
| 1961 | 1961                                        |                                             | 177                                         | 177                                         |
| 1967 | 1967                                        |                                             | 189                                         | 189                                         |
| 1970 | 1970                                        |                                             | 173                                         | 173                                         |
| 1980 | 1980                                        |                                             | ?                                           | ?                                           |
| 1992 | 1992                                        |                                             | 160                                         | 160                                         |
| 1995 | 1995                                        |                                             | 152                                         | 152                                         |
| 2000 | 2000                                        |                                             | 162                                         | 162                                         |
| 2005 | 2005                                        |                                             | 148                                         | 148                                         |
| 2010 | 2010                                        |                                             | 145                                         | 145                                         |
| 2015 | 2015                                        |                                             | 131                                         | 131                                         |
| 2019 | 2019                                        |                                             | 140                                         | 140                                         |
| Datenquelle: Historisches Gemeindeverzeichnis für Hessen: Die Bevölkerung der Gemeinden 1834 bis 1967. Wiesbaden: Hessisches Statistisches Landesamt, 1968. Weitere Quellen: bis 1970:; ab 1962 |                                             |                                             |                                             |                                             |

## Verkehr
Durch Melperts verläuft die Bundesstraße 278 in Nord-Süd-Richtung.